# Vitorlázás az 1984. évi nyári olimpiai játékokon
Az 1984. évi nyári olimpiai játékokon a vitorlázás hét számot bonyolítottak le, új szám a férfi széllovaglás mely első alkalommal került az olimpiai műsorba. Július 31. és augusztus 8. között tartottak a versenyek 298 férfi és két női versenyzővel. A legfiatalabb egy fidzsi-i Tony Philip 15 éves 48 napos, a legidősebb dán 56 éves 158 napos Paul Elvstrøm volt.

## Éremtáblázat
(A rendező ország csapata eltérő háttérszínnel, az egyes számoszlopok legmagasabb értéke, vagy értékei vastagítással kiemelve.)
| Az 1984. évi nyári olimpiai játékok éremtáblázata vitorlázásban | Az 1984. évi nyári olimpiai játékok éremtáblázata vitorlázásban | Az 1984. évi nyári olimpiai játékok éremtáblázata vitorlázásban | Az 1984. évi nyári olimpiai játékok éremtáblázata vitorlázásban | Az 1984. évi nyári olimpiai játékok éremtáblázata vitorlázásban | Olimpia  |
| --------------------------------------------------------------- | --------------------------------------------------------------- | --------------------------------------------------------------- | --------------------------------------------------------------- | --------------------------------------------------------------- | -------- |
|                                                                 | Ország                                                          | Arany                                                           | Ezüst                                                           | Bronz                                                           | Összesen |
| 1.                                                              | Egyesült Államok (USA)                                          | 3                                                               | 4                                                               | 0                                                               | 7        |
| 2.                                                              | Új-Zéland (NZL)                                                 | 2                                                               | 0                                                               | 1                                                               | 3        |
| 3.                                                              | Hollandia (NED)                                                 | 1                                                               | 0                                                               | 0                                                               | 1        |
| 3.                                                              | Spanyolország (ESP)                                             | 1                                                               | 0                                                               | 0                                                               | 1        |
|                                                                 |                                                                 |                                                                 |                                                                 |                                                                 |          |
| 5.                                                              | Kanada (CAN)                                                    | 0                                                               | 1                                                               | 2                                                               | 3        |
| 6.                                                              | Brazília (BRA)                                                  | 0                                                               | 1                                                               | 0                                                               | 1        |
| 6.                                                              | NSZK (FRG)                                                      | 0                                                               | 1                                                               | 0                                                               | 1        |
|                                                                 |                                                                 |                                                                 |                                                                 |                                                                 |          |
| 8.                                                              | Ausztrália (AUS)                                                | 0                                                               | 0                                                               | 1                                                               | 1        |
| 8.                                                              | Franciaország (FRA)                                             | 0                                                               | 0                                                               | 1                                                               | 1        |
| 8.                                                              | Nagy-Britannia (GBR)                                            | 0                                                               | 0                                                               | 1                                                               | 1        |
| 8.                                                              | Olaszország (ITA)                                               | 0                                                               | 0                                                               | 1                                                               | 1        |
|                                                                 |                                                                 |                                                                 |                                                                 |                                                                 |          |
| Összesen                                                        | Összesen                                                        | 7                                                               | 7                                                               | 7                                                               | 21       |

## Érmesek

### Férfi
| Az 1984. évi nyári olimpiai játékok férfi érmesei vitorlázásban |                                                     |                                                          |                                                     |
| Versenyszám                                                     | Arany                                               | Ezüst                                                    | Bronz                                               |
| Finn dingi                                                      | Russell Coutts · Új-Zéland (NZL)                    | John Bertrand · Egyesült Államok (USA)                   | Terry Nielsen · Kanada (CAN)                        |
| Széllovaglás                                                    | Stephen van den Berg · Hollandia (NED)              | Scott Steele · Egyesült Államok (USA)                    | Bruce Kendall · Új-Zéland (NZL)                     |
| 470-es osztály                                                  | Spanyolország (ESP) · Luis Doreste · Roberto Molina | Egyesült Államok (USA) · Steve Benjamin · Hans Steinfeld | Franciaország (FRA) · Thierry Peponnet · Luc Pillot |

### Nyílt számok
| Az 1984. évi nyári olimpiai játékok érmesei vitorlázásban |                                                                       |                                                               |                                                        |
| Versenyszám                                               | Arany                                                                 | Ezüst                                                         | Bronz                                                  |
| Soling                                                    | Egyesült Államok (USA) · Robbie Haines · Edward Trevelyan · Rod Davis | Brazília (BRA) · Torben Grael · Daniel Adler · Ronaldo Senfft | Kanada (CAN) · Hans Fogh · John Kerr · Stephen Calder  |
| Repülő hollandi                                           | Egyesült Államok (USA) · Jonathan McKee · Carl Buchan                 | Kanada (CAN) · Terry McLaughlin · Evert Bastet                | Nagy-Britannia (GBR) · Jonathan Richards · Peter Allam |
| Tornádó osztály                                           | Új-Zéland (NZL) · Rex Sellers · Chris Timms                           | Egyesült Államok (USA) · Randy Smyth · Jay Glaser             | Ausztrália (AUS) · Christopher Cairns · John Anderson  |
| Csillaghajó                                               | Egyesült Államok (USA) · Bill Buchan · Steven Erickson                | NSZK (FRG) · Joachim Griese · Michael Marcour                 | Olaszország (ITA) · Giorgio Gorla · Alfio Peraboni     |